# Marc Smerling

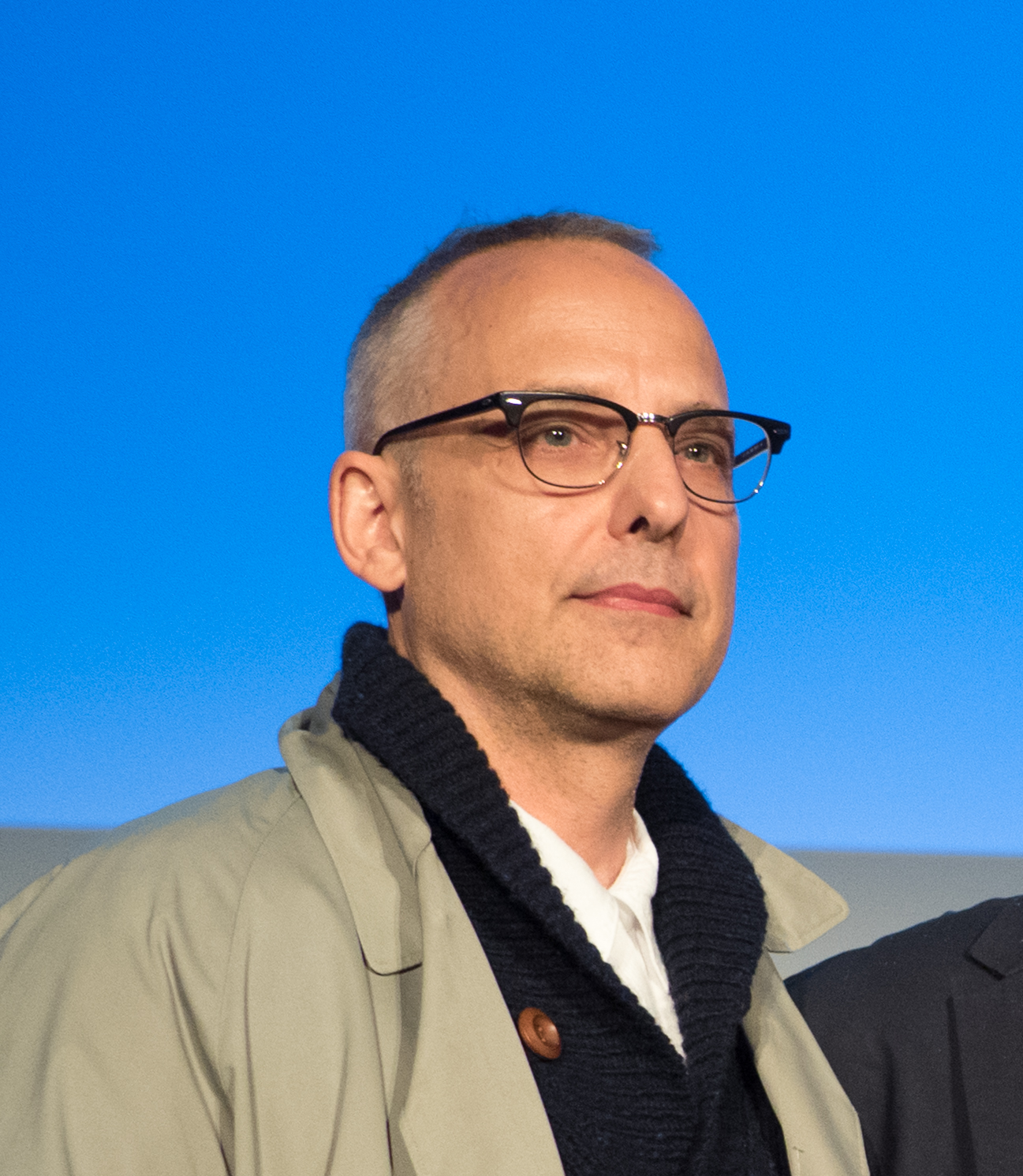
Marc Smerling, 2018

Marc Smerling (* vor 1996) ist ein Drehbuchautor, Filmproduzent und Filmregisseur, der mit einem Emmy ausgezeichnet wurde.

## Karriere
Smerlings Karriere im Filmgeschäft begann 1996 bei dem Film The Score... Bootleg Versions, wobei er als Produzent verantwortlich war und sein Regiedebüt gab. Für seinen produzierten Dokumentarfilm Capturing the Friedmans erhielt er mit dem Regisseur Andrew Jarecki eine Oscarnominierung bei der Oscarverleihung 2004 in der Kategorie „bester Dokumentarfilm“. Für Jareckis Kriminalfilm All Beauty Must Die mit Ryan Gosling und Kirsten Dunst in den Hauptrollen, verfasste Smerling das Drehbuch. Für die sechsteilige Dokumentationsserie Der Unglücksbringer: Das Leben und die Tode des Robert Durst erhielt Smerling einen Primetime Emmy und einen PGA Award.

## Filmografie (Auswahl)
- 2003: Capturing the Friedmans (Dokumentarfilm)
- 2010: Catfish (Dokumentarfilm)
- 2010: All Beauty Must Die (All Good Things)
- 2012–2015: Catfish – Verliebte im Netz (Catfish: The TV Show, Fernsehserie, 59 Episoden)
- 2015: Der Unglücksbringer: Das Leben und die Tode des Robert Durst (The Jinx: The Life and Deaths of Robert Durst, Mini-Serie)

## Auszeichnungen und Nominierungen (Auswahl)
- 2004: Oscarnominierung in der Kategorie „bester Dokumentarfilm“ für Capturing the Friedmans
- 2004: OFTA-Film-Award in der Kategorie „bester Dokumentarfilm“ für Capturing the Friedmans
- 2015: Emmy in der Kategorie „Outstanding Documentary or Nonfiction Series“ für Der Unglücksbringer: Das Leben und die Tode des Robert Durst
- 2016: PGA-Award in der Kategorie „Outstanding Producer of Non-Fiction Television“ für Der Unglücksbringer: Das Leben und die Tode des Robert Durst